# Darren Wright
Darren Wright is een Engelse golfprofessional uit Hampshire. Hij is lid van de Rowlands Castle Golf Club.
Darren heeft een goede amateurscarrière. Van 2006 t/m 2008 zat hij in het nationale jeugdteam en van 2009 t/m 2011  in het nationale herenteam. Hij vertegenwoordigde Engeland in een aantal internationale toernooien. 
In 2010 won hij de Brabazon Trophy en was hij bij de laatste 16 spelers bij het Brits amateurkampioenschap.
In 2011 was zijn voornaamste doel om in het Walker Cup-team te worden opgenomen. Dat mislukte op het laatste moment. Hij had in september 2011 handicaap +3,6. Zijn coach is Alan Thompson.

## Gewonnen
- 2006: Carris Trophy
- 2010: Brabazon Trophy met -3 op Royal Liverpool Golf Club
- 2011: Welsh Open Stroke Play Championship (-4), Fulda EPD Tour Championship (-14), Stage 1 van de Tourschool (-5)

## Teams
- St Andrews Trophy: 2010 in Italië.

## Professional
Toen duidelijk was dat hij de Walker Cup niet zou spelen, werd hij op 25 augustus 2011 professional. In september won hij Stage 1 van de Tourschool en in oktober won hij het laatste toernooi van de EPD Tour.

### Gewonnen
EPD Tour
- 2011: EPD Tour Championship